# 修女戰士
《修女戰士》（英語：Warrior Nun）是一部美國奇幻劇情網路影集，改編自班·唐恩的系列漫畫《修女戰士亞麗菈》，由賽門·貝瑞所開創，於2020年7月2日在Netflix首播。本劇由葡萄牙女演員艾芭·巴普蒂斯塔演出主角艾娃·席瓦，這部戲也是她的英語電視劇首秀。劇組於西班牙安達魯西亞的許多地點進行拍攝，特別是虛構十字劍教團的總部拍攝地安特克拉。2020年8月，本劇續訂了第二季。
2022年12月13日，宣佈本劇在第二季後被取消。

## 劇情
19歲的少女艾娃在太平間中醒來，由於背後被嵌入了星環而死而復生。現在她是古代十字劍教團的一員，並利用她的新生命與地球上的惡魔作戰，同時試圖遠離代表天堂和地獄的強大力量想要找到和控制她的魔掌。

## 演員

### 主要角色
- 艾芭·巴普蒂斯塔 飾 艾娃·席瓦（Ava Silva）- 一名意外死而復生的少女，從小便四肢癱瘓且在孤兒院長大的她，年輕的生命中第一次嚐到了自由的滋味[7]。
- 托雅·透娜 飾 瑪莉修女/散彈槍瑪莉（英语：List of Warrior Nun Areala characters#Shotgun Mary）（Sister Mary/Shotgun Mary）- 一個比教會更忠於姐妹情誼的女人，她逃離了家庭悲劇，在宗教信仰中長大，但從未真正完全地接受它[7]。
- 特克拉·魯頓（英语：Thekla Reuten） 飾 吉莉安·薩維斯（英语：List of Warrior Nun Areala characters#Julian Salvius）（Jillian Salvius）- 雅客科技公司的執行長，她透過一項可能使宗教過時的發現直接挑戰了梵蒂岡的權力[7]。
- 洛雷娜·安德烈（英语：Lorena Andrea） 飾 莉莉絲修女（英语：List of Warrior Nun Areala characters#Lillith the Demon Princess）（Sister Lilith）- 出生於精英家庭，她是一位傳統的修女，並致力於她的信仰，這導致她的逾矩和好高騖遠[7]。
- 克莉絲蒂娜·湯特利揚 飾 碧翠絲修女（Sister Beatrice）- 一個具有安靜的禪宗力量的女人，她本身就是一個強大的修女勇士[7]。
- 崔斯坦·烏羅阿（英语：Tristán Ulloa） 飾 文森神父（Father Vincent）- 十字劍教團的精神和戰略領袖。 在神人形象的背後，他表現出一種既解除武裝又有吸引力的弱點[7]。
- 奧莉維亞·德爾坎（英语：Olivia Delcán） 飾 卡蜜拉修女（Sister Camila）- 她對朋友非常忠誠且喜歡他們，只做她認為對每個人都正確的事情。

### 常駐角色
- 喬昆迪·艾曼達 飾 法蘭西斯柯·杜瑞帝紅衣主教（Cardinal Francisco Duretti）- 來自梵蒂岡的主教，是文森神父的上司。
- 彼得·迪·澤西（英语：Peter de Jersey） 飾 克里斯欽·薛佛（Kristian Schaefer）- 雅客科技的顧問，曾是教廷的檔案管理員。
- 洛佩·海頓·伊凡斯 飾 麥可·薩維斯（Michael Salvius）- 吉莉安·薩維斯的兒子。
- 希薇亞·德·范蒂 飾 修女長（英语：List of Warrior Nun Areala characters#Mother Superion）（Mother Superion）- 負責訓練修女戰士，雖然她可能不會下達命令，但她才是真正掌控教團的人[8]。
- 埃米里歐·薩卡里亞 飾 傑西（JC）- 一群迷人小罪犯的魅力領袖，在整個歐洲玩弄他們的遊戲，惹上麻煩並“搶劫富人並自給自足”[7]。
- 梅·西蒙利夫希茨（英语：May Simón Lifschitz） 飾 香奈兒（Chanel）- 傑西在阿爾卑斯山上認識的同伴。
- 德米特里·阿博德 飾 藍道（Randall）- 傑西在阿姆斯特丹認識的同伴。
- 夏綠蒂·維嘉（英语：Charlotte Vega） 飾 佐莉（Zori）- 傑西在阿爾卑斯山上認識的同伴。
- 古伊奧瑪·阿隆索 飾 科爾多瓦的亞麗菈（英语：List of Warrior Nun Areala characters#Areala, Angel of War）（Areala de Cordoue）- 一位兇猛的戰士，在第一次十字軍東征期間在戰鬥中受了重傷。天使亞德列從天而降來醫治她，因為她的旅程還沒有完成。
- 威廉·米勒（英语：William Miller (actor, born 1978)） 飾 亞德列（Adriel）- 一位天使，他從天而降醫治了科爾多瓦的亞麗菈。他將星環放入垂死的亞麗菈胸膛，治愈她的傷口並賦予她超自然力量。

### 客串角色
- 瑪麗娜·馬修斯（英语：Melina Matthews） 飾 夏儂修女大師（英语：List of Warrior Nun Areala characters#Sister Shannon Masters）（Sister Shannon Masters）- 最初的修女戰士亞麗菈給了夏儂修女她的名字，並喚醒了她潛在的力量。
- 法蘭西絲·托姆利（英语：Frances Tomelty） 飾 法蘭西斯修女（Sister Frances）- 聖米迦勒孤兒院的修女，從艾娃小時候車禍後便負責照顧她直到成年。
- 弗雷德·普里查德 飾 迪亞哥（Diego）- 一名在孤兒院與艾娃同房的孤兒。
- 阿爾貝托·魯阿諾 飾 馬提歐（Mateo）- 一名廚師，瑪莉的朋友。
- 西尼德·麥金尼斯 飾 珂琳森修女（英语：List of Warrior Nun Areala characters#Sister Alicia/Crimson Nun）（Sister Crimson）- 一名無法通過教團測驗的淘汰者。
- 奧斯卡·福龍達（英语：Oscar Foronda） 飾 十字軍騎士（Crusader Knight）- 亞麗菈手下的一名士兵[9]。

## 集數
| 集數 | 標題                                  | 導演                  | 編劇                      | 首播日期     |
| --- | ------------------------------------- | --------------------- | ------------------------- | ------------ |
| 1 | 詩篇 46:5 Psalms 46:5                 | 傑特·威爾金森         | 賽門·貝瑞                 | 2020年7月2日 |
| 一名叫做艾娃·席瓦的少女死亡後，屍體被放在一座教堂的太平間。不久之後一群與武裝傭兵戰鬥過的修女們帶著受重傷的夏儂修女進入教堂，她是最後的修女戰士。由於傷勢過重，夏儂修女決定讓其他修女把自己背上的星環（Halo）取出來，她本人也因此死去。正當修女們還在決定誰要擔任下一任星環主時，武裝傭兵找到了她們。在手忙腳亂之中，一位修女把星環藏進艾娃的屍體內。艾娃奇蹟似地復活了，她發現自己可以走路且不再四肢癱瘓了，於是她離開了教堂。艾娃憑藉新發現的步行和跑步能力，她探索了這座城市。後來她跳進了一個游泳池，並被傑西從溺水中救了出來。傑西將艾娃介紹給他的朋友們——他們擅自佔用一棟豪宅。當她和傑西的朋友們一行人去參加一個派對時，她看到了一個其他人無法看到的紅色、多雲的霧氣實體。與此同時，在教堂裡，文森神父和修女們發現艾娃的屍體和星環不見了。文森神父前往她長大的孤兒院試圖找到她。後來，一個來自地獄的龍魔（Tarask）進入教堂，發現星環已從夏儂修女的屍體中取出。 |                                       |                       |                           |              |
| 2 | 箴言 31:25 Proverbs 31:25             | 傑特·威爾金森         | 特麗·休斯·伯頓            | 2020年7月2日 |
| 杜瑞帝主教給了文森神父一天的時間去尋找星環，但文森神父想知道星環是不是選擇了艾娃。瑪莉將武裝傭兵的子彈追踪到他們的創造者，然後追踪到他們的供應商，後來很明顯武裝傭兵被簽約為雅客科技（ArqTech）工作。艾娃擔心她不適合傑西和他的朋友，他們帶她潛入雅客科技的一個派對。在派對上，雅客科技的薩維斯博士展示了她可以穩定希格斯場以創造量子傳送門，但杜瑞帝主教了解到她使用了聖銀（divinium）來這樣做，並要求將聖物歸還給教堂。艾娃被龍魔襲擊，但文森神父和修女們救了她並將她帶走。 |                                       |                       |                           |              |
| 3 | 以弗所書 6:11 Ephesians 6:11          | 阿格涅什卡·斯莫琴斯卡 | 艾咪·伯格                 | 2020年7月2日 |
| 文森神父向艾娃介紹了十字劍教團的歷史，該教團由科爾多瓦的亞麗菈創立。修女長殘酷地訓練艾娃以消除她的懦弱，並讓她面對孤兒院檔案中關於她自殺的論點，艾娃否認了這一點，但文森神父指示修女長給艾娃一個機會。後來，艾娃逃走了，她給文森特神父留下了一張字條：“我想要活著。”瑪莉審問了武裝傭兵組織的首領麥克迪，麥克迪說他不知道該組織為雅客科技運送的條板箱裡有什麼，並得出結論，這個被操縱的條板箱可能只是為了殺死夏儂。傑西和他的朋友們進入了一座新宅邸，遇到了正在尋找艾娃的薩維斯博士。 |                                       |                       |                           |              |
| 4 | 德訓篇 26:9-10 Ecclesiasticus 26:9-10 | 阿格涅什卡·斯莫琴斯卡 | 大衛·海特                 | 2020年7月2日 |
| 修女們闖入雅客科技並收回了神盾，尤其是碧翠絲展示了她的戰鬥技巧。薩維斯計劃僱用麥克迪的其餘人員來對付他們，因為他們現在正與教會交戰。傑西拋下他的朋友與艾娃一起逃跑，但她將他留在機場，承諾會回去找他，以拯救迪亞哥，她意識到法蘭西斯修女可能會殺死迪亞哥，而艾娃現在意識到她是被殺死的。當法蘭西斯試圖再度毒害她時，艾娃殺死了她，然後在離開孤兒院時遇到了莉莉絲。莉莉絲拔出劍，說她只需要艾娃的一部分，正如早些時候杜瑞帝主教告訴她的那樣，如果星環被收回，即使是可怕的罪孽也可以被原諒。瑪莉在牆上的裂縫中發現了夏儂的一些習慣，這表明她有一個只有她才能進入的秘密空間。 |                                       |                       |                           |              |
| 5 | 馬太福音 7:13 Matthew 7:13            | 莎拉·沃克             | 馬特·博薩克               | 2020年7月2日 |
| 莉莉絲向艾娃證明她可以用她的神劍傷害她，但瑪莉從莉莉絲的攻擊中救了艾娃，並持續阻礙莉莉絲，試圖說服她給艾娃一個機會。艾娃和傑西乘渡輪前往摩洛哥，但躲在船上原路返回另一個港口，但未能動搖莉莉絲和瑪莉。在追逐結束時，傑西即將離開艾娃，因為當龍魔出現攻擊時，她沒有告訴他真相。當艾娃用莉莉絲的劍擊中龍魔時，莉莉絲被龍魔刺穿並隨之消失。之後艾娃逃離了他們所有人。薩維斯博士向媒體展示了未完成的更大版本的傳送門，並指責杜瑞帝和梵蒂岡拒絕與公眾分享天堂是異端邪說。杜瑞帝將神盾送到梵蒂岡，但在文森與博士分享運輸計劃後，它被雅客科技的暴徒攔截，文森希望薩維斯能明白他們正在與地獄交戰。 |                                       |                       |                           |              |
| 6 | 以賽亞書 30:20-21 Isaiah 30:20-21     | 莎拉·沃克             | 艾咪·伯格                 | 2020年7月2日 |
| 瑪莉趕上艾娃，他們前往一個村莊，該村莊以前是惡魔廣泛爆發的所在地，包括當地牧師歐洛斯柯神父，瑪莉和十字劍教團曾向該村莊致意。艾娃請求上帝告訴她該怎麼做，一尊修女雕像似乎在哭泣，但這只是天花板滴水。瑪莉告訴艾娃，她懷疑杜瑞帝與夏儂的死有關。艾娃在一個男人周圍看到了被附身的跡象，她和瑪莉為他驅魔。瑪莉要求十字劍教團派車過來，碧翠絲來接她。艾娃繼續留在村莊裡，但瑪莉確信她會重新加入他們的行列，並在離開前給了艾娃一把神劍。 |                                       |                       |                           |              |
| 7 | 以弗所書 4:22-24 Ephesians 4:22-24    | 馬蒂亞斯·赫恩德爾     | 希拉·威爾遜 & 蘇珊娜·凱莉 | 2020年7月2日 |
| 姐妹們為莉莉絲舉行了追思活動，但由於珂琳森修女和其他被拒絕的教團申請者的到來而中斷，現在杜瑞帝不顧修女長的抗議重新接納了她。杜瑞帝還將碧翠絲和文森重新分配到教團之外。文森告訴瑪莉，夏儂在她去世前幾週來找他，說梵蒂岡隱瞞了一些事情，並敦促她與杜瑞帝談談，所以文森可能對夏儂的死負責。艾娃接受了薩維斯博士的測試，後者暗中試圖用她來為傳送門供電，但失敗了。薩維斯隨後將艾娃介紹給她的兒子麥克，麥克是因為在他血液系統中的聖銀才活著，而“方舟”（傳送門）可以將他送到超越痛苦的平行空間。艾娃決定返回教團，瑪莉說服她進入夏儂的隱藏房間，在那裡她找到了一大堆聖銀和一本古老的書，上面寫著梵蒂岡地下埋藏著一個秘密，可以將惡魔綁縛在我們的世界上。最後，莉莉絲從教堂外一個看起來很邪惡的傳送門中出現。 |                                       |                       |                           |              |
| 8 | 箴言 14:1 Proverbs 14:1               | 馬蒂亞斯·赫恩德爾     | 大衛·海特 & 馬特·博薩克   | 2020年7月2日 |
| 夏儂的書是過去修女戰士的日記，其中提到了梵蒂岡地下的一個秘密：天使亞德列的遺骨，在他放棄星環並因此成為凡人後被埋葬在那裡。夏儂發現，文森也聽說過，教堂故意把遺骨放在那裡，以維持人們對教堂的需求。他們擔心杜瑞帝的意思是要奪取遺骨的力量。艾娃在碧翠絲的幫助下訓練逐步穿過6公尺厚的牆，文森利用他過去的打手技能獲得梵蒂岡地下墓穴的地圖，克里斯欽幫助他們完成梵蒂岡的安全程序。莉莉絲聲稱不記得任何事情，並由薩維斯照顧。艾娃承諾她將摧毀遺骨並成為最後的修女戰士。 |                                       |                       |                           |              |
| 9 | 哥林多後書 10:4 2 Corinthians 10:4    | 賽門·貝瑞             | 特麗·休斯·伯頓            | 2020年7月2日 |
| 艾娃、文森和姐妹們進入梵蒂岡尋找亞德列的遺骨，修女長則暗中跟隨著他們。與此同時，教宗秘密會議召開以選擇新教宗，在此期間，杜瑞帝注意到他的神諭戒指在發光，並意識到艾娃一定在下面的地下墓穴中。杜瑞帝派珂琳森修女和淘汰者來阻撓她，但文森和碧翠絲在修女長的意外幫助下阻止了他們。在雅客科技，莉莉絲拜訪了麥克，麥克說艾娃“快到洞口了”。莉莉絲說這不可能發生，並及時傳送到地下墓穴殺死珂琳森修女，但在阻止艾娃之前瑪莉讓她冷靜了下來。艾娃和碧翠絲找到了墓穴，艾娃進去裡面，在途中遇到了一隻龍魔的聖銀骨架。在成功穿越牆壁後，結果她發現的不是亞德列的遺骨而是亞德列本人。 |                                       |                       |                           |              |
| 10 | 啟示錄 2:10 Revelation 2:10           | 賽門·貝瑞             | 賽門·貝瑞                 | 2020年7月2日 |
| 原來亞德列一直被囚禁在墓穴裡，他的觸碰讓艾娃看到了自己在亞麗菈的位置，她了解到亞德列不是天使而是惡魔，他偷走了星環，然後將它放在亞麗菈身上以引誘龍魔的追捕。艾娃利用星環的力量將亞德列擊退，然後碧翠絲的炸藥炸開了墓穴。當亞德列追趕逃跑的姐妹時，文森與他對質，並表明自己是亞德列的僕人，他殺死了夏儂並安排了一整季的行動以釋放亞德列並為他準備一台機器（可能是傳送門），但提醒亞德列自己不可以拿著星環。杜瑞帝當選教宗後，與修女長對峙，她指控杜瑞帝殺害夏儂修女，但原來他只是擔心教團會影響自己的名聲。麥克渴望結束他的痛苦，進入了傳送門，傳送門由亞德列和艾娃的衝突短暫提供動力，但薩維斯博士無法跟上他。本季在瑪莉被亞德列召喚的幽魔附身的平民蜂擁而至下結束。 |                                       |                       |                           |              |

## 製作

### 發展
2018年9月28日，Netflix宣布已訂購該劇第一季，共10集。本劇最初是作為劇情長片改編而開發的，當Netflix訂購該劇第一季時，這個想法被重新構想為Netflix的電視連續劇。《超越時間線》及《維多老大》的主創賽門·貝瑞將擔任該劇的節目統籌，他也曾參與製作《吸血鬼女獵手凡赫辛》和《幽靈戰爭》等電視劇。貝瑞還與史蒂芬·海吉斯一起擔任執行製作人，特麗·休斯·伯頓（Terri Hughes Burton）擔任該系列劇的聯合執行製作人。參與該劇的製作公司是貝瑞的現實扭曲場製片（Reality Distortion Field）和壁畫電影服務公司（Fresco Film Services）。該劇於2020年7月2日首播。2020年8月19日，Netflix續訂了第二季。

### 選角
2019年3月，確認艾芭·巴普蒂斯塔、托雅·透娜、崔斯坦·烏羅阿、特克拉·魯頓、克莉絲蒂娜·湯特利揚、洛雷娜·安德烈和埃米里歐·薩卡里亞將出演該劇。2019年4月1日，宣布希薇亞·德·范蒂（Sylvia De Fanti）加入演員陣容作為本劇常駐角色。

### 拍攝
2019年3月11日至7月，第一季的外景拍攝在西班牙安達魯西亞的安特克拉（十字劍教團的總部所在地）、馬貝拉、龍達、馬拉加和塞維亞進行。塔霍峽谷（El Tajo Gorge）出現在其中一個場景中。第二季的前期製作於2021年5月下旬開始，拍攝於2021年7月下旬在西班牙開始，並將於2021年下旬殺青。

### 音樂
傑夫·羅素負責為本劇譜曲，主要帶著一種既嚴肅又神秘的風格。劇中也使用了許多流行歌作為背景音樂，像是怪奇比莉的《ilomilo》、莉琦·李的《I Follow Rivers》以及法蘭克海洋的《Pink + White》。

## 發行
2020年6月17日，Netflix發布了該劇的官方預告片，第一季於2020年7月2日發布。

## 反響

### 專業評價
在爛番茄上，根據34條評論，本劇獲得68%的新鮮度，平均評分為6.5/10。 該網站共識寫道：“儘管《修女戰士》沉重的設定給它帶來了壓力，但對於那些在講壇上尋找更多低俗作品的人來說，堅定的表演和出色的武打編排可能就足夠了。” 在Metacritic上，根據7位評論家的評論，它的加權平均得分為62（滿分100分），代表“普遍好評”。
《影音俱樂部》的羅克珊娜·哈達迪（Roxana Hadadi）寫道：“劇本有時會過分依賴神話和宗教的闡述……但是演員們之間的化學反應非常好，他們的各種配合都可以發揮作用，而且精心編排的打鬥場面也很到位。”哈達迪說，“《修女戰士》無疑是熟悉的”受到《偵探小天后》、《魔法奇兵》和亞力克斯·嘉蘭的《開發者》等電視劇的影響，但是當本劇真正開始時，它會變成“它自己獨特的體驗，而不僅僅是這些靈感的衍生復製品”。” 她稱讚了演員的表現，尤其是托雅·透娜飾演的散彈槍瑪莉，並給這部劇打了“B-”級。《漫畫書資源網》的妮可·壯（Nicole Drum）給出了3分（滿分5分）的評價，並寫道：“《修女戰士》是一段真正狂野的旅程，它設法提出一些棘手的問題，同時同樣擁抱它的愚蠢、它的行動和這一切的絕對荒謬。本劇可能不是每個人都喜歡的，但這是一次非常有趣的旅程。”
雖然大多數評論家稱讚該劇的武打編排，但有些評論家對情節的節奏和情節的廣泛闡述提出異議。 《好萊塢報導》的羅賓·巴爾（Robyn Bahr）指出，“從主題方面來說，《修女戰士》是你以前從來沒看過的內容，而從美學角度而言，你一點也不想再看到它……淒涼、沉悶和長途跋涉，本劇沒有劇名中任何俗氣、褻瀆神明的樂趣。”評論家史蒂夫·莫瑞（Steve Murray）指出，《修女戰士》“既有潛力，也有同樣的問題”； 推測本劇試圖重現《魔法奇兵》的感覺，但缺乏詼諧的對話和創造力。《黑人女孩書呆子》論壇的評論家丹尼爾·布洛德威（Danielle Broadway）表示，儘管這個節目有良好的意圖，但《修女戰士》“未能達到預期”。布洛德威表示，一部良好影集的元素是存在的，但“如果情節、節奏和角色發展不改進的話，第二季就不會復活”。

## 外部連結
- 在Netflix上觀看《修女戰士》
- 互联网电影数据库（IMDb）上《修女戰士》的资料（英文）
- 烂番茄上《修女戰士》的資料（英文）

- Metacritic上《修女戰士》的資料